# Topola
Topola (serbisch-kyrillisch Топола) ist eine serbische Kleinstadt in der Region Šumadija, 80 km südlich von Belgrad und 40 km nördlich von Kragujevac. Topola ist Sitz des gleichnamigen Landkreises, den auf einer Fläche von 356 km² 27.579 Menschen, hauptsächlich Serben (98 %), bevölkern.

## Geschichte
Topola ist für die Geschichte Serbiens von großer Bedeutung, weil es zwischen 1804 und 1813 die Hauptstadt des aufständischen Serbiens war. Der Anführer des Ersten Serbischen Aufstandes, Karađorđe Petrović, gründete Topola 1781.
Auf dem Oplenac, einem Hügel bei Topola, befindet sich die Kirche des Heiligen Georg in Oplenac aus weißem Marmor. Sie wurde von Peter I., König von Serbien, gestiftet und in ihr ruht fast das gesamte Adelsgeschlecht der serbischen, später jugoslawischen Herzogs- und Königsfamilie Karađorđević.

## Söhne und Töchter der Stadt
- Igor Duljaj (* 1979), serbischer Fußballspieler